# Шейн Даффі
Шейн Даффі (англ. Shane Duffy, нар. 1 січня 1992, Деррі) — північноірландський, згодом ірландський футболіст, півзахисник англійського «Норвіч Сіті» і національної збірної Ірландії.

## Клубна кар'єра
Народився 1 січня 1992 року в місті Деррі. Вихованець футбольної школи клубу «Евертон». З 2009 року почав потрапляти до заявки основної команди цього клубу, проте наступного року був відданий в оренду до друголігового «Бернлі», а ще за рік — до «Сканторп Юнайтед» з третього за силою англійського дивізіону.
2012 року повернувся до «Евертона», за який протягом сезону провів декілька ігор у різних турнірах. Сезон 2013/14 знову відіграв в оренді, цього разу за «Йовіл Таун» з Чемпіоншипа.
1 вересня 2014 року перейшов до іншого представника другого дивізіону, «Блекберн Роверз», з яким уклав трирічний контракт.

## Виступи за збірні
2008 року дебютував у складі юнацької збірної Північної Ірландії. Того року взяв участь у 14 іграх на юнацькому рівні (за команди U-16, U-17 і U-19), відзначившись 2 забитими голами. 2009 року залучався до складу молодіжної збірної Північної Ірландії. На молодіжному рівні зіграв у 3 офіційних матчах, забив 1 гол. Того ж року провів одну гру за  другу збірну Північної Ірландії.
Утім 2010 року гравець вирішив надалі грати за збірні команди Республіки Ірландія. Того року ще встиг зіграти три гри за юнацьку збірну Ірландії.
Протягом 2011–2014 років залучався до складу молодіжної збірної Ірландії. На молодіжному рівні за цю команду зіграв у 20 офіційних матчах, забив 1 гол.
2014 року дебютував в офіційних матчах у складі національної збірної Ірландії. У травні 2016 року був включений до її заявки для участі у фінальній частині чемпіонату Європи 2016 у Франції.

## Титули й досягнення
- Володар Кубка Шотландії (1):

«Селтік»: 2019–20